# 神田川环状七号线地下调节池
神田川环状七号线地下调节池（日语：／）是位于日本东京都杉并区和中野区的地下贮水池工程。

## 概要
神田川环状七号线地下调节池主体为一条修建于東京都道318號環狀七號線地下的隧道，隧道长4.5公里，内径12.5米，位于地下50米深处。调节池自北向南连接了妙正寺川、善福寺川和神田川三条河流，分别设置了取水设施。调节池的贮水量达54万立方米，主要功能是在每年雨季台风或大雨时容纳超过周边河流容量的洪水，防止洪灾发生。
地下调节池工程分两期建成，第一期建设于1988年到1998年，长两公里，容量24万立方米，只连接于神田川；第二期工程建设于1995年到2007年，长2.5公里，容量30万立方米，连接了善福寺川和妙正寺川。
地下调节池投入使用后，附近地区在强降水时水淹房屋数量得到了大幅减少。

## 链接
- 東京都第三建設事務所 （页面存档备份，存于）

35°40′49.25″N 139°39′24.44″E / 35.6803472°N 139.6567889°E